# お城下松山
一般社団法人お城下松山（いっぱんしゃだんほうじんおじょうかまつやま）は2008年8月に愛媛県松山市で設立された法人である。かつて「お城下」と呼ばれた松山市中心部の活性化を目指して、同地域の百貨店や商店街が中心になって設立した。当初有限責任中間法人として発足し、後に一般社団法人となった。

## 設立の経緯
松山市の中心部は同県最大の商業地域であったが、近年は、他の地方都市の中心市街地同様、人口の減少とモータリゼーションの進展によって衰退傾向にあった。こうした中、建物の耐震強度不足から2008年1月にラフォーレ原宿・松山が閉店。さらに同年4月に伊予郡松前町のエミフルMASAKIが開店すると、こうした傾向に拍車がかかった。
こうした状況に危機感を抱いた関係者によって、同年8月に中心市街地の活性化を目指して「お城下松山」が設立された。

## 会員
- 松山大街道商店街振興組合
- 大街道中央商店街振興組合
- 松山銀天街商店街振興組合
- まつちか名店会
- 株式会社伊予鉄高島屋
- 株式会社松山三越
- 松山全日空ホテル
- 松山総合開発株式会社
- 株式会社まちづくり松山

企業・団体からなる法人会員・サポーター会員のほか、賛同する市民がボランティア会員として参加している。